# Sân vận động Việt Trì
Sân vận động Việt Trì là sân vận động bóng đá và điền kinh nằm ở phường Thanh Miếu, tỉnh Phú Thọ, Việt Nam. Sân vận động có sức chứa 20.000 chỗ ngồi này nằm trong khuôn viên của Khu liên hợp Thể dục thể thao tỉnh Phú Thọ. Hiện tại, sân đang là sân nhà của Câu lạc bộ bóng đá Phú Thọ.

## Lịch sử
Sân vận động Việt Trì đã có từ những năm 1960, đến năm 2005 thì được Uỷ ban nhân dân tỉnh Phú Thọ đầu tư xây dựng mới với vốn đầu tư khoảng 100 tỷ đồng. Do nhiều năm không có giải đấu lớn nên nhiều hạng mục của sân đã xuống cấp. Tuy nhiên, trong những năm gần đây, phong trào thể dục thể thao đã nhận được sự quan tâm của Tỉnh ủy, Uỷ ban nhân dân tỉnh Phú Thọ, đặc biệt là đầu tư mạnh mẽ vào môn bóng đá. Tháng 4 năm 2019, tỉnh đã tập trung nguồn lực để sửa chữa, nâng cấp cơ sở vật chất Sân vận động Việt Trì cùng một số hạng mục, thiết chế thể thao cần thiết khác, phục vụ nhu cầu thể thao của người dân và đăng cai các trận đấu bóng đá trong nước và quốc tế. Sau khi được cải tạo, sân đã tổ chức trận đấu giao hữu quốc tế giữa U-23 Việt Nam và U-23 Myanmar vào ngày 7 tháng 6 năm 2019; đồng thời là nơi diễn ra các trận đấu của Câu lạc bộ bóng đá Phú Thọ ở giải Bóng đá hạng Ba Quốc gia 2019, giải Bóng đá hạng Nhì Quốc gia 2020.
Sân vận động Việt Trì đã đăng cai bảng A của môn bóng đá nam tại Đại hội Thể thao Đông Nam Á 2021.
Năm 2024 Sân vận động Việt Trì đã đăng cai Vòng loại Cúp bóng đá U-17 châu Á 2025, bảng I có đội chủ nhà U17 Việt Nam
Ngày 15-12-2024 diễn ra trận đấu vòng bảng Giải Vô địch Bóng đá Đông Nam Á giữa ĐTQG Việt Nam - ĐTQG Indonesia. (Việt Nam 1-0 Indonesia)
Ngày 21-12-2024 diễn ra trận đấu vòng bảng Giải Vô địch Bóng đá Đông Nam Á giữa ĐTQG Việt Nam - ĐTQG Myanmar. (Việt Nam 5-0 Myanmar)
Cho đến thời điểm hiện tại các đội tuyển Việt Nam thi đấu với các đối thủ quốc tế trên sân vận động Việt Trì  đang có thành tích bất bại, đó là một sự may mắn mà miền đất Tổ mang đến cho các đội tuyển Việt Nam.

## Hình ảnh

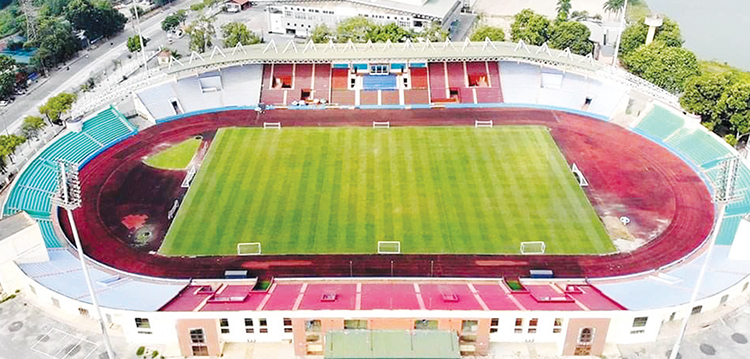
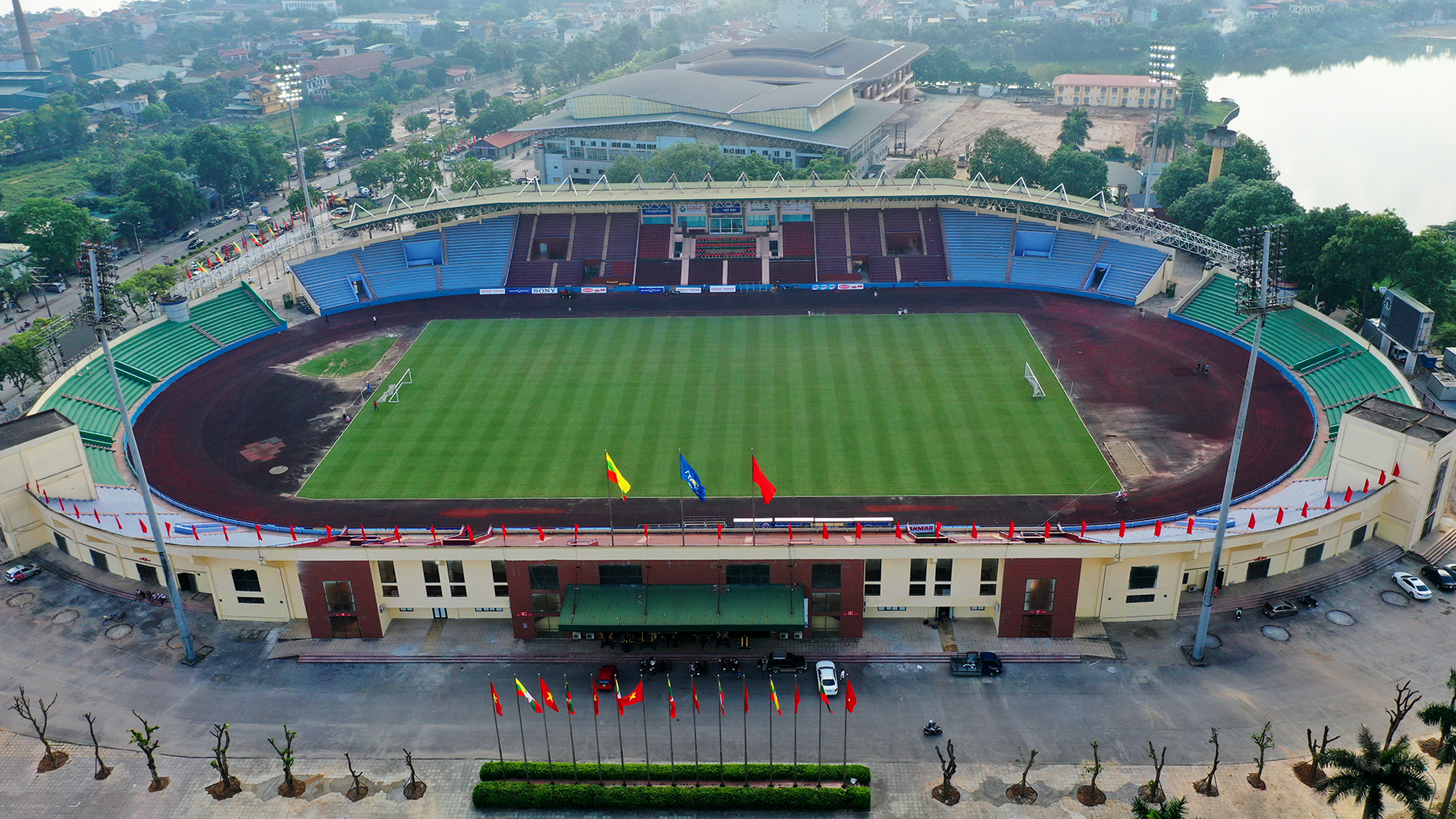

## Sự kiện thể thao

### Bóng đá nam Sea Games 31
| Ngày                | Giờ   | Đội         | Kết quả       | Đội         | Vòng    | Khán giả |
| ------------------- | ----- | ----------- | ------------- | ----------- | ------- | -------- |
| 6 tháng 5 năm 2022  | 16:00 | Philippines | 4 - 0         | Đông Timor  | Bảng A  | 5,373    |
| 6 tháng 5 năm 2022  | 19:00 | Việt Nam    | 3 - 0         | Indonesia   | Bảng A  | 16,188   |
| 8 tháng 5 năm 2022  | 16:00 | Đông Timor  | 2 - 3         | Myanmar     | Bảng A  | 3,568    |
| 8 tháng 5 năm 2022  | 19:00 | Việt Nam    | 0 - 0         | Philippines | Bảng A  | 16,898   |
| 10 tháng 5 năm 2022 | 16:00 | Myanmar     | 3 - 2         | Philippines | Bảng A  | 868      |
| 10 tháng 5 năm 2022 | 19:00 | Indonesia   | 4 - 1         | Đông Timor  | Bảng A  | 3,133    |
| 13 tháng 5 năm 2022 | 16:00 | Philippines | 0 - 4         | Indonesia   | Bảng A  | 2,661    |
| 13 tháng 5 năm 2022 | 19:00 | Myanmar     | 0 - 1         | Việt Nam    | Bảng A  | 15,975   |
| 15 tháng 5 năm 2022 | 16:00 | Indonesia   | 3 - 1         | Myanmar     | Bảng A  | 2,519    |
| 15 tháng 5 năm 2022 | 19:00 | Đông Timor  | 0 - 2         | Việt Nam    | Bảng A  | 14,160   |
| 19 tháng 5 năm 2022 | 19:00 | Việt Nam    | 1 - 0 (S.h.p) | Malaysia    | Bán kết | 17,985   |

### Vòng loại U23 Châu Á 2024
| Ngày                | Giờ   | Đội       | Kết quả | Đội       | Vòng   | Khán giả |
| ------------------- | ----- | --------- | ------- | --------- | ------ | -------- |
| 6 tháng 9 năm 2023  | 16:00 | Singapore | 0–3     | Yemen     | Bảng C | 1,326    |
| 6 tháng 9 năm 2023  | 19:00 | Việt Nam  | 6–0     | Guam      | Bảng C | 7,289    |
| 9 tháng 9 năm 2023  | 16:00 | Guam      | 1–1     | Singapore | Bảng C | 1,238    |
| 9 tháng 9 năm 2023  | 19:00 | Yemen     | 0–1     | Việt Nam  | Bảng C | 12,168   |
| 12 tháng 9 năm 2023 | 16:00 | Yemen     | 5–1     | Guam      | Bảng C | 7,258    |
| 12 tháng 9 năm 2023 | 19:00 | Việt Nam  | 2–2     | Singapore | Bảng C | 17,158   |

### Vòng loại U-17 châu Á 2025
| Ngày                 | Giờ   | Đội        | Kết quả | Đội        | Vòng   | Khán giả |
| -------------------- | ----- | ---------- | ------- | ---------- | ------ | -------- |
| 23 tháng 10 năm 2024 | 16:00 | Yemen      | 6–1     | Myanmar    | Bảng I |          |
| 23 tháng 10 năm 2024 | 19:00 | Việt Nam   | 0–0     | Kyrgyzstan | Bảng I | 7.538    |
| 25 tháng 10 năm 2024 | 16:00 | Kyrgyzstan | 2–3     | Yemen      | Bảng I |          |
| 25 tháng 10 năm 2024 | 19:00 | Myanmar    | 0–2     | Việt Nam   | Bảng I | 7.126    |
| 27 tháng 10 năm 2024 | 16:00 | Kyrgyzstan | 1–2     | Myanmar    | Bảng I |          |
| 27 tháng 10 năm 2024 | 19:00 | Yemen      | 1–1     | Việt Nam   | Bảng I | 4.823    |

### Giải vô địch bóng đá ASEAN 2024
| Ngày                 | Giờ   | Đội      | Kết quả | Đội       | Vòng              | Khán giả |
| -------------------- | ----- | -------- | ------- | --------- | ----------------- | -------- |
| 15 tháng 12 năm 2024 | 20:00 | Việt Nam | 1–0     | Indonesia | Bảng B            | 16.669   |
| 21 tháng 12 năm 2024 | 20:00 | Việt Nam | 5–0     | Myanmar   | Bảng B            | 16,869   |
| 29 tháng 12 năm 2024 | 20:00 | Việt Nam | 3–1     | Singapore | Bán kết lượt về   | 15.583   |
| 2 tháng 1 năm 2025   | 20:00 | Việt Nam | 2–1     | Thái Lan  | Chung kết lượt đi | 15.604   |